# 剑豪生死斗
《劍豪生死鬥》（日语：シグルイ）是南條範夫原作、山口貴由作畫的青年漫畫作品。于秋田書店的月刊漫畫雜誌《Champion RED》2003年8月号至2010年9月號期間連載。單行本全15卷。
标题来自於山本常朝《葉隱》中的一节：「。」2007年电视动画化。

## 概要
本作以南條範夫的時代小說《駿河城御前試合》的第一話为中心展開。《駿河城御前試合》是描写駿河大納言・德川忠長的御前举行的十一场比赛的系列短編。其中的的德间文庫版是35页的短篇。经过山口貴由的再创造（例如，岩本虎眼比常人多一根手指，并且经常处于精神恍惚的状態。伊良子的复仇也经过大幅改編），可以说几乎成了另一部作品。

## 剧情简介
宽永6年9月24日、在駿府城内，举行了御前試合。御前試合按照慣例是使用木剑的，但是駿河大納言・德川忠長不顾周围进谏，执意要求剑士们使用真剑比赛。于是，剑士们开始了凄惨的相互残杀。
御前試合当日，独臂的剑士・藤木源之助的面前出现的对手是盲目而跛足的剑士伊良子清玄。当周围的人担心这场比赛的水準时，伊良子做出了奇妙的姿势。他把刀像杖一样刺在地上，并用脚趾夹住刀，身体也向后弯曲，这是通常所见不到的姿势。这两个剑士之间颇有因縁。
七年前的夏天的某一天，伊良子来到被称为「濃尾無双」的岩本虎眼所开的位于掛川的虎眼流的道場，想要挑场子。他虽然用骨子術击败了藤木，却不敌第二个对手，師範牛股権左衛門，而投降并希望能加入虎眼流。
在入門的仪式上，伊良子被带到了精神恍惚的岩本虎眼面前。听到了伊良子希望入门後、虎眼挥刀将伊良子額头上粘的小豆斩成四截、表示准许伊良子入門。之后，牛股・藤木・伊良子这三名弟子被称为虎眼流的「一虎双龍」。
一年後、剑术有了进步的伊良子成了道場最强的剣士，也被看作虎眼流的继承者。虎眼有一个独生女儿三重，被选中作女婿的人就会继承家业。虎眼希望强者作继承人，于是命令藤木和伊良子去杀死他怀恨在心的舟木一伝斎的两个儿子，成功的一方会被选为女婿。藤木使用了虎眼流的「刀流」杀死了哥哥、伊良子也趁弟弟对哥哥被杀感到吃惊的时机杀死了弟弟。
年末，虎眼决定选择掌握了「刀流」的伊良子作女婿。虽然伊良子拥有以虎眼流为立足点，得到更高的地位这样的野心，却被虎眼发现了自己和他的情婦阿郁私通。在处罚之后，虎眼使用奥義「流星」毁了伊良子的双眼，并把伊良子和阿郁赶出了掛川。
三年後，声望如日中天的虎眼流的一名弟子遭到了暗杀，首级也被送到了道場。高级弟子开始捜索犯人，但是不久也被同样的手段杀害。藤木从尸体的样子判断出犯人是伊良子，并发现虎眼流的高级弟子興津三十郎把情报卖给賎機检校，于是对其加以制裁。接着，虎眼流的人们被叫到賎機检校的住所。
在虎眼他们面前出现的是使用西洋劍術的剑士・夕雲。虎眼很容易的击破了夕雲，但他们看到了伊良子和阿郁的身影。
数日後，中了计策而被分开的虎眼流众人受到了伊良子派出刺客的暗杀。藤木和牛股各自杀死了刺客，虎眼卻在決鬥中被创造了超越「流星」的密剑「無明逆流」的伊良子斩杀，濃尾無双・虎眼的传说在此落下了帷幕。

## 登場人物

### 虎眼流相关人士
藤木源之助（ふじき げんのすけ）　声：浪川大輔
本編的主人公之一。在道場的本领仅次于牛股，是虎眼流的代理師範。沉默寡言、秉性正直的青年。平民出身，因為殺死落魄武士之子而將遭父母殺害時被虎眼所救，為此對他十分忠誠。為了替虎眼復仇而和伊良子決鬥敗北失去左手，之後重新苦練武藝，終獲得在駿河城御前試合與宿敵伊良子比試的機會。
伊良子清玄（いらこ せいげん）　声：佐佐木望
本編的主人公之一。一個容姿端麗，想要利用周围的一切得到更高地位的野心家。拥有过人的天赋，很快的学会了虎眼流的秘技。在和虎眼的愛妾阿郁的私情暴露以后，受到处罚双目失明，并被放逐。之后，他创造出了剑术「無明逆流」，并加入贱机检校，开始对虎眼流展開复仇。
岩本虎眼（いわもと こがん）　声：加藤精三（老年時）／矢尾一樹（壮年時）
岩本家的主人，也是虎眼流的开山祖师。被称为「濃尾無双」的剑术的達人。独力创造了「刀流」和「流星」等等秘技，因为右手的多一根手指，而能够使用精妙的剑术。實際上卻是個極為瘋狂與殘暴之人，釀成許多悲劇，也導致虎眼流的敗亡。在死斗之后，被伊良子杀害。
牛股権左衛門（うしまた ごんざえもん）　声：屋良有作
虎眼道場的事实上的二把手，虎眼流的師範。身分是郷士。一开始是个微笑的巨漢，但是后来被虎眼殘忍地用刀将其口部割裂，相貌也变得猙獰。曾在虎眼的指示下，不惜閹割並且殺害青梅竹馬，而得到了虎眼流奧義與師範地位。（實際上沒有殺害幼時戀人，而是斬斷代表定情之櫻花樹）
岩本三重（いわもと みえ）　声：桑島法子
虎眼的独生女。在虎眼看来，她只不过是用来生下道場继承人的工具。虽然純情，但是也有冲动的一面，她對自由有著極度的渴望。
阿郁　声：篠原惠美
被虎眼包养的女性。和她有瓜葛的人都会遭到不幸，以至于被编成童谣传唱。
近藤涼之介（こんどう すずのすけ）　声：堀江美都子
虎眼道場的高級弟子，梳著劉海的美少年劍士。他的祖父與虎眼為舊友，便安排他拜入虎眼流門下，他十分憧憬藤木並以他為榜樣。曾在街邊酒鋪擊殺了嘲笑虎眼流的浪人，後成為伊良子復仇行動的第一個犧牲品。

### 舟木道場相关人士
舟木一伝斎（ふなき　いちでんさい）　声：大塚周夫
慶長以来被称为名人的剑客。过去在和虎眼进行上覧試合时，被木剑削掉了下巴。虎眼因为这件事被掛川城主批评做法不当，所以反而对一伝斎怀恨在心。
舟木数馬・兵馬（ふなき かずま・ひょうま）　声：近藤隆、楠大典
一伝斎的双胞胎儿子。拥有过人的巨大身体和力量，却被藤木和伊良子所暗杀。
屈木頑之助（くつき　がんのすけ）
通称蝦蟇。原作的篇主角，的使用者。鼻子塌陷，双眼分离，手足短小，可以说正是「蛤蟆」的容貌。小时候被一伝斎收养并抚养长大。对千加怀有好感，偶然得知了千加的秘密。
舟木千加（ふなき　ちか）
舟木一伝斎的女儿，兵馬和数馬的妹妹。命中注定要和成功完成“兜割”仪式的男子结婚。虽然是女性，但是拥有怪力和豪放的气质。不仅剑术过人，也很漂亮，不过是半陰陽（或者假性半陰陽）的体质。

### 其他人物
德川忠長（とくがわ ただなが） 声：松田佑貴
駿河大納言。也是将軍德川家光的弟弟。性格非常的暴虐，留有将孕妇的肚子切开，在浅間神社射杀1,200余头猿的逸聞。
寛永六年九月二十四日、犯下了在駿河城举行使用真剑的御前試合的暴行。
鳥居成次（とりい なおつぐ） 声：坂口芳貞
土佐守。忠長的家老。为了进谏忠长，暗中将肚子切开，把内脏展示给主公看，想以此说明真剑比赛的愚蠢，但是並沒有令忠長醒悟。
柳生宗矩（やぎゅう むねのり） 声：近藤隆
之后成为将軍家剑术指南的劍豪，柳生新陰流的传人，曾使詐令虎眼失去了成為將軍家劍術指南的機會。過去和虎眼对决，互有攻防，但是被虎眼「星流」的气势圧倒，因为虎眼提议和局而保住了面子。
阿蓉 声：氷上恭子
伊良子清玄的母親。为了生计而做夜鷹（下級的妓女）。大脑被梅毒损害，分不清儿子清玄和客人。喜欢的食物是红豆馅饼。
賎機検校（しずはたけんぎょう） 声：飯塚昭三
監督統率盲人從事職業而拥有和大名相近权利的盲人領袖(檢校)。自己小时候被乌鸦啄瞎了眼睛。收留了被虎眼放逐的伊良子，帮助他杀死虎眼流剑士。除了伊良子以外，也有夕雲、蝉丸等多名手下。

## 虎眼流的技法
奥義 流星：双指夹住武士刀刀柄以加长攻击长度，执行横向快速切割完成击杀。

## 出版書籍
| 冊數 | 秋田書店       | 秋田書店               | 東立出版社     | 東立出版社             |
| 冊數 | 發售日期       | ISBN                   | 發售日期       | ISBN                   |
| ---- | -------------- | ---------------------- | -------------- | ---------------------- |
| 1    | 2004年1月22日  | ISBN 978-4-253-23043-1 | 2005年10月14日 | ISBN 978-986-11-6557-6 |
| 2    | 2004年6月24日  | ISBN 978-4-253-23044-X | 2005年10月14日 | ISBN 978-986-11-6558-4 |
| 3    | 2005年1月20日  | ISBN 978-4-253-23045-8 | 2005年12月2日  | ISBN 978-986-11-6559-2 |
| 4    | 2005年6月20日  | ISBN 978-4-253-23046-6 | 2006年1月19日  | ISBN 978-986-11-7291-2 |
| 5    | 2005年11月19日 | ISBN 978-4-253-23047-4 | 2006年3月23日  | ISBN 978-986-11-8042-7 |
| 6    | 2006年4月20日  | ISBN 978-4-253-23048-2 | 2006年9月13日  | ISBN 978-986-11-8452-X |
| 7    | 2006年10月20日 | ISBN 978-4-253-23049-0 | 2007年2月26日  | ISBN 978-986-11-9192-8 |
| 8    | 2007年3月20日  | ISBN 978-4-253-23218-0 | 2007年7月2日   | ISBN 978-986-11-9818-7 |
| 9    | 2007年8月21日  | ISBN 978-4-253-23219-7 | 2008年1月4日   | ISBN 978-986-10-0586-7 |
| 10   | 2008年2月20日  | ISBN 978-4-253-23220-3 | 2008年7月21日  | ISBN 978-986-10-1471-5 |
| 11   | 2008年8月20日  | ISBN 978-4-253-23221-0 | 2009年1月14日  | ISBN 978-986-10-2400-4 |
| 12   | 2009年3月19日  | ISBN 978-4-253-23222-7 | 2009年7月1日   | ISBN 978-986-10-3543-7 |
| 13   | 2009年9月18日  | ISBN 978-4-253-23223-4 | 2010年3月23日  | ISBN 978-986-10-4483-5 |
| 14   | 2010年3月19日  | ISBN 978-4-253-23224-1 | 2010年9月29日  | ISBN 978-986-10-5468-1 |
| 15   | 2010年10月20日 | ISBN 978-4-253-23225-8 | 2011年3月24日  | ISBN 978-986-10-6672-1 |

- 奧義秘傳書（シグルイ奥義秘伝書）

2007年8月21日發售、ISBN 978-4-253-23247-0
文庫版
| 冊數 | 秋田書店       | 秋田書店               |
| 冊數 | 發售日期       | ISBN                   |
| ---- | -------------- | ---------------------- |
| 1    | 2013年7月10日  | ISBN 978-4-253-18121-1 |
| 2    | 2013年10月10日 | ISBN 978-4-253-18122-8 |
| 3    | 2014年1月10日  | ISBN 978-4-253-18123-5 |
| 4    | 2014年4月10日  | ISBN 978-4-253-18124-2 |
| 5    | 2014年7月10日  | ISBN 978-4-253-18125-9 |
| 6    | 2014年10月10日 | ISBN 978-4-253-18126-6 |
| 7    | 2015年1月9日   | ISBN 978-4-253-18127-3 |

## 电视动画
从2007年7月19日开始到10月12日在WOWOW放送。HV制作。因为再现了可以说达到一般漫画極限的原作的残酷描写，被指定为15岁以下不得观看（R-15）。

### 制作人员
- 原作：南條範夫「駿河城御前試合」
- 作畫：山口貴由（月刊連載中）
- 企画：丸山正雄、黒水則顯、熊澤芳紀、秋田貞樹
- 执行制片：峰崎順朗、川村明廣、丸田順吾、伊藤純
- 制片：北浦宏之、上田耕行、二方由紀子、小山芳弘
- 系列構成、脚本：水上清資
- 角色设计、總作画監督：筱雅律
- 模型设计：
- 美術監督：金子英俊（アトリエブーカ）
- 色彩設計：鎌田千賀子 (DR TOKYO)
- 撮影監督：増元由紀大 (DR TOKYO)
- CG导演：相馬洋
- 編集：寺内聡
- 編集助手：河西直樹
- 音響監督：本田保則
- 音響効果：倉橋静男（サウンドボックス）
- 音響制作：庄司明（アーツ・プロ）
- 音乐：吉田潔
- 音乐制作：、尾上政幸
- 監修：宗宮修一、高橋和彦
- 監督助手：増原光幸
- 动画制片：篠原昭
- 动画制作：Madhouse
- 監督：浜崎博嗣
- 製作：（WOWOW、Geneon Entertainment、MadHouse、秋田書店）

### 各话标题
| 話数     | 标题 | 分镜       | 演出     | 作画監督          |
| -------- | ---- | ---------- | -------- | ----------------- |
| 第一景   |      | 浜崎博嗣   | 増原光幸 | 筱雅律            |
| 第二景   |      | 浜崎博嗣   | 増原光幸 | 金亨一 金正弼     |
| 第三景   |      | 香月邦夫   | 立川譲   | 村田睦明          |
| 第四景   |      | 福田道生   | 細田雅弘 | 山崎展義          |
| 第五景   |      | 駒井一也   | 駒井一也 | 駒井一也          |
| 第六景   |      | 増原光幸   | 増原光幸 | 奥田佳子          |
| 第七景   |      | 平尾隆之   | 立川譲   | 申在益 李敏培     |
| 第八景   |      | 吉田徹     | 小田原男 | 村谷貴志 江本正弘 |
| 第九景   |      | 高橋亨     | 羽生尚靖 | 村田睦明          |
| 第十景   |      | 福田道生   | 細田雅弘 | 山崎展義          |
| 第十一景 |      | 鶴岡耕次郎 | 立川譲   | 李敏培 申在益     |
| 第十二景 |      | 川尻善昭   | 増原光幸 | 村谷貴志 江本正弘 |

## 脚注